# Kilian Ignaz Dientzenhofer
Kilian Ignaz Dientzenhofer (1 de setembro de 1689 - 18 de dezembro de 1751) foi um arquiteto boêmico alemão da era barroca.  Está entre os arquitetos mais prolíficos e renomados da sua época na Boémia. Nasceu na renomada família de arquitetos Dientzenhofer e é considerado o seu membro mais talentoso e produtivo.
Era o segundo filho do arquiteto alemão Christoph Dientzenhofer e de Maria Anna Aichbauer (nascida Lang), viúva do arquiteto Johann Georg Aichbauer, o Velho. Formou-se no ginásio Jesuíta em Praga-Malá Strana e em 1709 ou 1710 foi para o estrangeiro, onde conheceu a arquitetura da Alemanha, França e Itália. Trabalhou depois como aprendiz em Viena para o arquiteto Johann Lukas von Hildebrandt. Em 1716, regressou à Boémia.
Dientzenhofer casou duas vezes; teve seis filhos com Anna Cecília Popelová (1719–1729) e onze filhos com Anna Terezia Hendrychová (1729–1751).